# Villa Hermosastraat

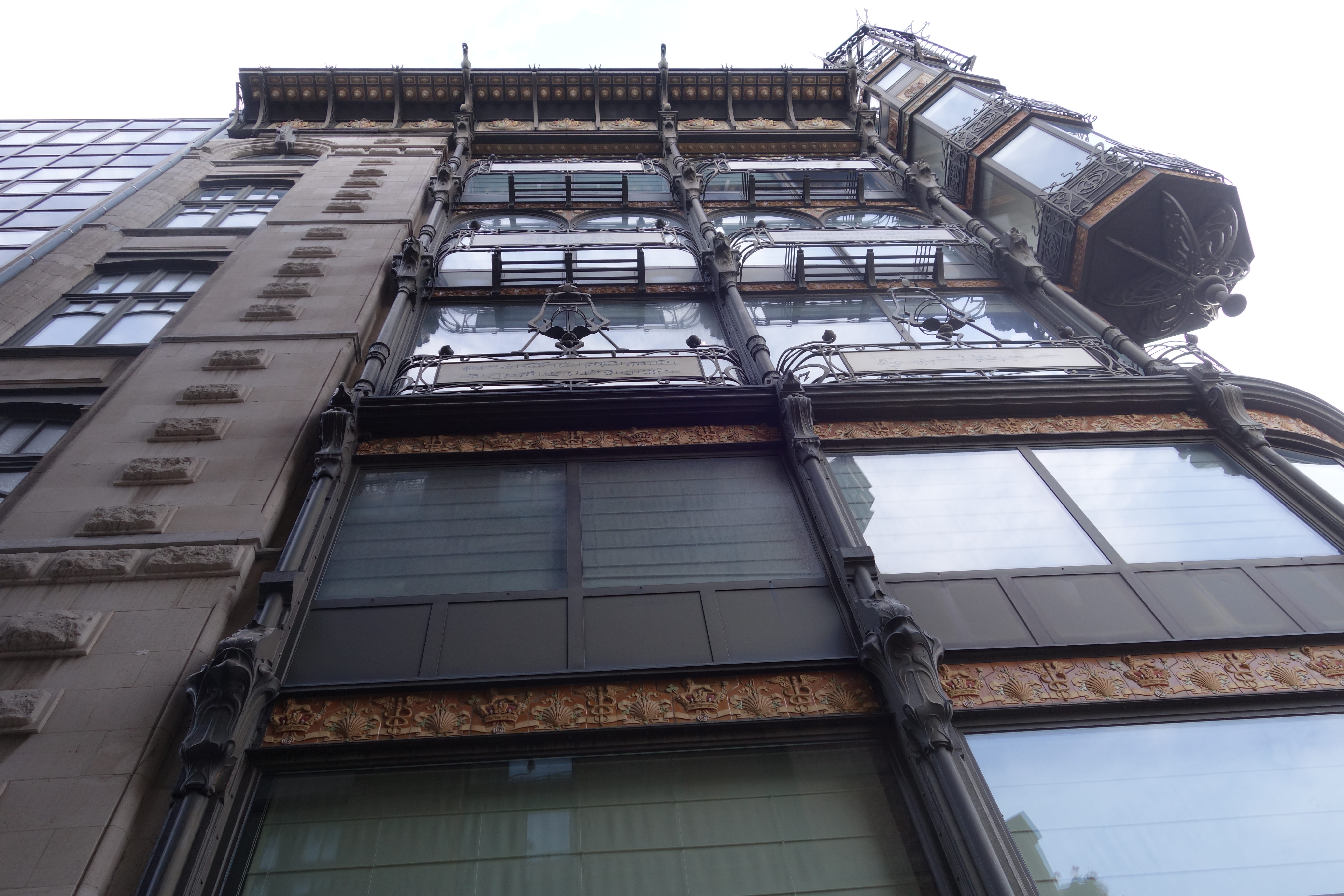
Zijgevel van Old England in het begin van de straat

De Villa Hermosastraat (Frans: rue Villa Hermosa) is een doodlopende steeg in de bovenstad van Brussel. De ingang ligt naast Old England, waar de Koudenberg overgaat in de Hofbergstraat.

## Naam
De naam refereert aan landvoogd Carlos de Gurrea, hertog van Villahermosa. Hij zou gewoond hebben in een huis op de hoek met de Terarkenstraat. Later was er een kroeg met zijn naam.

## Geschiedenis
Het straatje was een van de vier Jodentrappen op de noordelijke flank van de Koudenberg. Mogelijk ging het om de zogenaamde Leste Joedentrappen, of misschien ook om het in 1356 vermelde Heddenstreetken, genoemd naar de overleden jood Heddin.
Antoon I van Lalaing voegde hier rond 1518 twee woningen samen tot wat sindsdien bekend staat als het Hof van Hoogstraten. Het gebouw is deels gesloopt bij de aanleg van het Koningsplein. Onder de overblijfselen zijn laatgotische, ingebouwde arcaden achter in de Villa Hermosastraat.
Er was ook een weeshuis en een armenschool, verkocht in 1817.
In de 19e eeuw stond de straat bekend als een plek van vertier. In de Pot d'Or trof men Franse emigranten, met op kop Victor Hugo. Dichters als Baudelaire en Verlaine waren te vinden in de Prince of Wales, de bar van de Engelsen, ook gefrequenteerd door Edmond Picard en zijn vrienden. Begin 20e eeuw kreeg de straat een van de zes eerste telefoonburelen van Brussel. Maar kort daarna, omstreeks 1908, verdween de oude trap naar de Terarkenstraat en de Isabellastraat om plaats te maken voor Horta's Paleis voor Schone Kunsten. Sindsdien is de straat afgesneden.

## Voetnoten
1. ↑  Jean d'Osta, Dictionnaire historique et anecdotique des rues de Bruxelles, 1986, p. 349-350
2. ↑  Bram Vannieuwenhuyze, Brussel, de ontwikkeling van een middeleeuwse stedelijke ruimte , Proefschrift Geschiedenis, Universiteit Gent, 2008